# بن قصبي
البُن القصبي أو البن الصلب (الاسم العلمي:Coffea canephora) هو نوع من النباتات يتبع جنس البن من الفصيلة الفوية.

## مرادف الاسم العلمي
- Coffea robusta